# Pointe Blanche
Pointe Blanche, literalmente a Ponta Branca e  que não deve ser confundido com o Piz Bianco,  é uma montanha com 2438 m de altitude que é o ponto culminante do Maciço des Bornes, no departamento francês da Alta Saboia, não longe de Entremont.

## Acesso
O acesso mais fácil é feito a partir do Colo da Colombière.